# ホワイト・リリー
ホワイト・リリー（英: White Lily Cocktail）とは、カクテルの1種である。古くから飲まれてきたカクテルで、1900年代初頭には存在していたとも言われる。
1930年に刊行された『サヴォイ・カクテル・ブック』にはホワイト・リリーの記載がある。

## レシピの例
『サヴォイ・カクテル・ブック』掲載のレシピを以下に挙げる。
材料
- コアントロー - 1/3
- バカルディ・ラム - 1/3
- ジン - 1/3
- アブサン - 1dash

作り方
1. 全ての材料をシェイクしてカクテルグラスに注ぐ。